# Levitanivka, Pervomaiske
Levitanivka (în ucraineană Левітанівка) este un sat în comuna Kalinine din raionul Pervomaiske, Republica Autonomă Crimeea, Ucraina.

## Demografie
Componența lingvistică a localității Levitanivka
     Tătară crimeeană (46,4%)
     Rusă (30,8%)
     Ucraineană (20,4%)
     Alte limbi (0,4%)
Conform recensământului din 2001, nu exista o limbă vorbită de majoritatea populației, aceasta fiind compusă din vorbitori de tătară crimeeană (46,4%), rusă (30,8%), ucraineană (20,4%) și armeană (2%).